# Big Bounce Battle
Big Bounce, la course de trampoline était une émission de télévision française adaptée de l'émission allemande Big Bounce : Die Trampolin Show et présentée par Christophe Beaugrand et Laurence Boccolini,, diffusée en première partie de soirée sur TF1 du 4 au 18 janvier 2019.
Cette émission de concours de trampoline a été choisie par la chaîne pour remplacer la dix-neuvième saison de Koh-Lanta à la suite de l'annulation du tournage après une affaire d'agression sexuelle,.

## Principe
Similaire dans les plates-formes de jeux comme Ninja Warrior, chaque candidat doit franchir des séries d'obstacles différentes dans chaque émission grâce à des trampolines.
La compétition commence lors de la phase des duels. Deux candidats, au profils similaires (exemple : une femme contre une autre femme) s'affrontent sur un premier parcours.
Pour pouvoir accéder à la deuxième phase du jeu, il faut appuyer sur le buzzer, situé après l'épreuve de la "forêt de champignons" avant son adversaire et en moins de quatre minutes.
La deuxième phase du jeu se fait en deux parties : une épreuve faisant appel à la mémoire et un parcours en hauteur.
Pour l'épreuve faisant appel à la mémoire, un chronomètre général et un compte à rebours de soixante secondes sont déclenchés.
Si le candidat ne parvient pas à finir cette épreuve avant la fin de ce compte à rebours, le parcours en hauteur n'est pas débloqué, ce qui entraîne une élimination.
Pour le parcours en hauteur, le chronomètre déclenché continue à tourner. Dans cette phase, toute chute fait arrêter la course. 
Seul seize candidats, ceux qui parviennent à buzzer et ceux qui ont pu aller le plus loin possible sont qualifiés pour la finale.
Lors de la finale, les trente-deux candidats doivent d'abord franchir un premier parcours en individuel où seuls les seize qui ont buzzé le plus rapidement sont qualifiés pour les duels. 
Ensuite les finalistes s'affrontent en duel où celui qui parvient à buzzer avant son adversaire est qualifié pour un huitième de finale, puis possiblement un quart de finale, une demi-finale puis la Tour infernale. 
Les deux derniers candidats s'affrontent sur l'épreuve de la Tour Infernale qu'ils doivent gravir à l'aide des parois constitués de trampolines.

## Saison 1 (2019)

### Tournage
Le tournage des sélections de la première saison s'est déroulé au Fly Academy à Evry[réf. nécessaire]. Les participants qualifiés ont participé au tournage des épreuves à Bréda, aux Pays-Bas, du 28 septembre au 2 octobre 2018, dans un studio de 10 000 m2. Les conditions d'organisation et de confort ont été critiquées par certains spectateurs pris en charge de Paris jusqu'au lieu de tournage (qualité et quantité des repas, transport) et rapportées par Le Parisien.

### Candidats
Les duels sont toujours prévus de façon égale (homme contre homme, femme contre femme et enfant contre enfant). Le parcours est le même pour les enfants comme pour les adultes. Le plus jeune des candidats, Tyler, a 7 ans. Le gagnant est Nicolas Flessel, 24 ans, cousin de Laura Flessel, ancienne escrimeuse (championne de France, d'Europe, du monde et olympique) et Ministre des Sports de 2017 à 2018.

### Diffusion
La première diffusion de l'émission a été annoncée avec un teaser vidéo lors des NRJ Music Awards. L'émission est diffusée le vendredi soir en première partie de soirée sur TF1 : les deux premiers numéros les 4 janvier 2019 et 11 janvier 2019 et la finale le 18 janvier 2019. Le programme est rediffusé en première partie de soirée le mardi suivant sur TFX mais le 22 janvier la chaîne déprogramme l'émission.
Le 24 septembre 2019, TF1 annonce que l'émission ne reviendra pas à l'antenne.

## Audience
| Émission | Date de diffusion | Audience moyenne          | Audience moyenne | Classement des audiences de la soirée | Références |
| Émission | Date de diffusion | Nombre de téléspectateurs | PDM              | Classement des audiences de la soirée | Références |
| -------- | ----------------- | ------------------------- | ---------------- | ------------------------------------- | ---------- |
| 1        | 4 janvier 2019    | 4 074 000                 | 20,3 %           | 1er                                   | [ 10 ]     |
| 2        | 11 janvier 2019   | 2 960 000                 | 15,8 %           | 2e                                    | [ 11 ]     |
| 3        | 18 janvier 2019   | 3 217 000                 | 15,6 %           | 2e                                    | [ 12 ]     |